# Италиански шампионат по футбол 1899
Шампион на Италия през 1899 става Дженоа.

## Квалификации

### Лигурия
Дженоа е единсвтения участник от областта.

### Пиемонт
|                       | Общ резултат |                   |
| --------------------- | ------------ | ----------------- |
| Гимнастика Торино     | 2-0          | Торинезе          |
| Интернационале Торино | 2-0          | Гимнастика Торино |

## Финал
|        | Общ резултат |                       |
| ------ | ------------ | --------------------- |
| Дженоа | 3-1          | Интернационале Торино |